# Mandalorianska
Mandalorianska (på mandalorianska Mando'a ), är ett konstgjort språk. Språket förekommer i Star Wars-universumet. Språket förekom först i bakgrunden av Star Wars: Episod II – Klonerna anfaller, i Jango Fetts skeppsdisplayer, i skriven form. Mandalorianska förekommer även ofta i bokserien Republic Commando, skriven av Karen Traviss. I en del av boken The Bounty Hunter Code förekommer även mandalorianska flitigt.

## Grammatik

Det mandalorianska alfabetet.

Språket har en förhållandevis fri grammatik och ordföljd.

### Substantiv
Pluralformer bildas med prefixet -'e bakom ordet, om det slutar på en konsonant. För ord som slutar på vokal används prefixet -'se, men som med alla språk finns det undantag från regeln. Ett exempel är gett'se, som betyder nötter.
Språket är fritt från genus som böjningskategori. Dessa definieras genom "manlig", jagyc (även jagla), och "kvinnlig", dalyc. Ett exempel är följande:
| Svenska   | Mandalorianska  |
| --------- | --------------- |
| Ledare    | Jagyc Manda'lor |
| Ledarinna | Dalyc Manda'lor |

### Verb
Alla verb i infinitiv slutar på -ir, -ar, -ur, -or, eller -er. För att få formen presens tas r bort, så att verbet slutar på -i, -a, -u, -o, eller -e.

### Pronomen
Mandalorianska har ett antal personliga pronomen:
|               | Subjektsform                                        | Subjektsform          |
| ------------- | --------------------------------------------------- | --------------------- |
| Numerus       | Singular                                            | Plural                |
| Första person | ni (svenska: jag)                                   | mhi (svenska: vi)     |
| Andra person  | gar (svenska: du)                                   | gar (svenska: ni)     |
| Tredje person | kaysh/te (sällsynt haar) (svenska: han/hon/den/det) | val (svenska: de/dem) |

### Adjektiv
Adjektiv böjs till positiv och superlativ med hjälp av prefixen -shy'a och -ne. Exempelvis blir jate (bra) i positiv jatne (bättre), och i superlativ jatshy'a (bäst).

### Övrigt
- "ne'", "nu'", eller "n'" gör meningen negativ, exempelvis Nu'ni jur'kad. (Jag håller inte i ett svärd.)

## Uttal
Uttalet är likt engelska, med ett antal mindre ändringar. "f" uttalas som ett engelskt "vh", "s" är ett engelskt "z", "d" liknar mer ett engelskt "t" och ett "j" uttalas som ett engelskt "y".